# Cala Figuera (Tossa de Mar)
La cala Figuera, o cala des Rajols, és una petita platja natural del municipi de Tossa de Mar (Selva), situada a la badia a Llorell, encaixada entre formacions rocoses que la separen de la platja de Llorell a ponent, i de la cala d'en Carles a llevant. Orientada al sud, té una longitud de 40 m i una amplada de 26 m, formada per sorra gruixuda i còdols. S'hi practica el nudisme.